# Дечији ликови Саве Шумановића
 Дечији ликови Саве Шумановића је назив за најјасније концепцијски дефинисан циклус у ликовном опусу овог сликара — „деце из комшилука“. У њему је Шумановић успео да од сваког од више од четрдесет различитих ликова створи тип, и да при томе не изгуби индивидуалност сваког од њих, који постају безвремени. У сваком моменту у тим ликовима препознају се Љубица Станишић, Софија Крсмановић, Смиља Берић...деце која су 1939. позирала уметнику.

## Историја
Серија слика са дечијим ликовима настала је 1939. године, као део позног, зрелог стваралаштва Саве Шумановића, под називом „Дечји ликови” или Дечје главе” за коју је сам уметник казо да на њима није сликао дечије портрете, већ јединствену серију, циклус слика, са заједничком тематиком и стилским опредељењем. 

На настанак овог циклуса утицало је окружење у којем је уметник живео и стварно приликом сликања „Дечијих ликова”. На то указују сачуване документарне фотографије, и аутентичан градски амбијент, на основу чега историчари уметности са сигурношћу описују реалaн простор у ком се уметник кретао. 
Преко пута куће Шумановића и данас се налази сокак који води до школе и цркве, којим су, испод прозора атељеа уметника, онда, као и данас, свакодневно пролазила деца. У једном тренутку, њихови животни путеви су се укрстили, заувек.
 

Према аутентичним сведочењима закључујемо је да је циклус настао у веома кратком временском периоду, највероватније у пролеће и лето 1939. године након што је Шумановић посетио школу и одабрао моделе. Циклус је као целина приказан већ у септембру месецу 1939. године на великој изложби у Београду.
Да је рад на циклусу трајао кратко потврђује и запис на једној од, до данас само две сачуване скице, према ком је уметник рад отпочео крајем априла месеца.

## Ликовна критика
Сачувани цртежи који су претходили сликама деце сведоче и о устаљеном редоследу рада Саве Шумановића: први корак био је одабир модела, затим прављење већег броја скица оловкама у боји и, на крају, преношење припремног дела у технику уљa на платну.
Модели за слике била су деца из Шида, из комшилука. На основу сачуваних фотографија и разговора с некадашњим моделима, времешним госпођама које су током рада на припреми изложбе посетиле Галерију, неколико дечијих ликова је идентификовано. То говори о сличности портрета са моделом коју је Шумановић остварио, а што представља једну од основних карактеристика портрета као теме
Како се међусобна стилска сродност ових ликова уочава на први поглед, Димитрије Башичевић у својој докторској дисертацији први је ову серију слика дефинисао као циклус „Дечији ликови”.
Након прве засебне анализе више деценија касније од настанка „Дечији ликови” добијају далеко већи значај за изучавање стваралаштва Саве Шумановића него што им је претходно поклањана пажња. У њима се препознају све битне одлике рада овог великог српског уметника а тиме циклус „Дечији ликови” за тумачење и расветљавање његовог стваралаштва добили на значају, као један од облика читања целог Шумановићевог опуса.

## Титулар колекције дечијих ликова
Од укупно око 40 слика, јединствену колекцију слика Саве Шумановића чини 26 слика са дечијим ликовима која су данас саставни део колекције Уметничког фонда Галерије у Шиду која броји 417 дела Саве Шумановића – од тога 350 слика урађених техником уља на платну и 67 скица у разним техникама.